# Juliomys ossitenuis
Juliomys ossitenuis — вид гризунів з родини Хом'якові (Cricetidae). Назва виду походить від лат. ossi — «кістка» й лат. tenuis — «тонкий», вказуючи на стрункий, тонкий скелет цього виду. J. ossitenuis генетично пов'язаний з іншими видами Juliomys, але точні відносини неясні. Каріотип: 2n=36, FNa=34.

## Опис
Це маленький гризун з коротким, м'яким хутром. Верхня частина тіла оранжево-коричнева, низ брудно-білий. Ніс помаранчевий. Хвіст довше голови-тулуба і закінчується в китицею довгого волосся. Волосся на хвості коротке при основі, але збільшується в довжину. На хвості є коричневе і золоте волосся; через те, що знизу більше золотистого волосся, є невелика різниця між кольором зверху і знизу. Самиці мають вісім пар молочних залоз . Руки і ноги короткі та широкі. Тварина має від 68 до 70 хребців (сім шийних, тринадцять грудних, шість поперекових, чотири крижових і від 38 до 40 хребців хвоста). Загальна довжина від 165 до 213 мм, довжина хвоста від 89 до 116 мм, довжина задньої ступні від 14 до 22 мм, довжина вуха від 10 до 17 мм, а вага 11—28 гр.

## Поширення
Зустрічається в південно-східній Бразилії, на крайньому південному заході Еспіріту-Санту і на півдні штату Мінас-Жерайс і Сан-Паулу. Тварина живе на деревах у лісах на більш ніж 800 м над рівнем моря. 